# Stéphan Ravaleu
Stéphan Ravaleu, né le 1er novembre 1974 à Dinan, est un coureur cycliste français, professionnel entre 1996 et 2000. Il est le fils de Yves Ravaleu et le frère de Freddy Ravaleu, également coureurs professionnels.

## Biographie
Stéphan Ravaleu devient coureur professionnel en 1996 au sein de l'équipe BigMat-Auber '93, dont il reste membre jusqu'en 1998. De retour dans le peloton amateur, il court pour Jean Floc'h-Mantes en 1999 puis redevient professionnel chez Saint-Quentin-Oktos en 2000.
En juillet 2001, Stéphan Ravaleu est contrôlé positif aux amphétamines. Le Conseil de prévention et de lutte contre le dopage le suspend un an en mai 2002. 
En juin 2003, il est condamné à une peine de trois mois de prison avec sursis par la Cour d'appel de Rennes dans le cadre de l'affaire dite « Patrick Béon », concernant un trafic de pots belges. Il a affirmé avoir été initié à la consommation de pots belges par le coureur Erwann Menthéour et en avoir cédé à celui-ci, à son frère Freddy Ravaleu, et au coureur Sébastien Guénée.
En octobre 2021, à 45 ans, il décroche le titre de champion de France de marathon dans sa catégorie, les Master 2. 

## Palmarès
- 1993
  - 2e du Circuit Rance Émeraude
- 1995
  - 8e étape de la Mi-août bretonne
- 2001
  - Champion de Normandie sur route
  - Paris-Rouen
  - Classement général du Tour Nivernais Morvan
  - Classement général du Tour de la Dordogne
  - Tour de la Creuse :
    - Classement général
    - 2e étape

  - 2e du Grand Prix de Cours-la-Ville
  - 2e du Grand Prix Cristal Energie
  - 2e du Tour de la Porte Océane
  - 2e du Tour de Moselle
- 2002
  - 3e du Tour du Périgord
- 2004
  - Tour de la Haute-Charente
  - Tour Alsace
  - Grand Prix de Fougères
- 2005
  - 3e étape du Tour Alsace
  - 3e du Critérium de La Machine
- 2006
  - 3e du Grand Prix Michel-Lair
  - 3e du Trophée des champions
- 2007
  - Prix de la Saint-Laurent
- 2008
  - 6e épreuve de la Ronde finistérienne
  - 2e du Circuit des Deux Ponts
- 2009
  - Prix de la Foire au Boudin
  - Ronde finistérienne :
    - Classement général
    - 13e épreuve

  - Élan galicien
- 2010
  - 3e du Grand Prix de La Rouchouze
- 2011
  - Ronde finistérienne :
    - Classement général
    - 2e épreuve